# Ciao (film)
Ciao è un film indipendente del 2008 diretto Yen Tan e scritto assieme all'italiano Alessandro Calza, tra i protagonisti del film.
Presentato al Festival di Venezia, in competizione per il Queer Lion, e in molti altri festival in giro per il mondo.

## Trama
Andrea, un ragazzo italiano, da tempo ha una assidua corrispondenza on-line con Mark, un ragazzo statunitense. Poco prima di andare negli Stati Uniti per incontrare di persona Mark, Andrea viene avvisato della sua tragica morte, avvenuta in un incidente automobilistico. Ciò nonostante, Andrea sbarca a Dallas, dove ad attenderlo c'è Jeff, il migliore amico di Mark. I due inizieranno un profondo e delicato rapporto fatto d'amore, di conversazioni e d'intimità, elaborando assieme il lutto e il senso della perdita.

## Produzione
La collaborazione tra il regista asiatico Yen Tan e il web designer genovese Alessandro Calza nasce nel 2003, quando Calza inviò un'e-mail a Tan, dopo aver visionato il suo film del 2002 Happy Birthday.Tra i due nasce una assidua corrispondenza, che a detta del regista gli ricordava quella tra Anne Bancroft ed Anthony Hopkins in 84 Charing Cross Road.
I due scrivono assieme la sceneggiatura, basandosi sull'idea del rapporto epistolare a distanza. Le riprese del film hanno avuto luogo a Dallas.